# 921年
| 千纪： | 1千纪 |
| 世纪： | 9世纪 \| 10世纪 \| 11世纪 |
| 年代： | 890年代 \| 900年代 \| 910年代 \| 920年代 \| 930年代 \| 940年代 \| 950年代 |
| 年份： | 916年 \| 917年 \| 918年 \| 919年 \| 920年 \| 921年 \| 922年 \| 923年 \| 924年 \| 925年 \| 926年 |
| 纪年： | 辛巳年（蛇年）；南吴武义三年，顺义元年；（晋、岐）天祐十六年；后梁（吴越、闽）贞明七年，龙德元年；前蜀三年；于阗同慶十年；大長和貞祐元年；契丹神册六年；南汉五年；日本延喜二十一年；后百济正开二十一年；高丽天授四年 |

## 大事记
- 鎮州大將張文禮殺義父王鎔叛變，只留下了王昭祚的妻子後梁普寧公主，自立為留後，晉王李存勗以「為王镕报仇」為理由討伐張文禮，張文禮大驚，腹疽發作而死，子張處瑾繼位。
- 11月7日——西法蘭克國王查理三世與東法蘭克國王亨利一世簽定波恩協議，西法蘭克王國與東法蘭克王國互相承認對方。

## 出生
- 10月27日——後周世宗柴榮。

## 逝世
- 張文禮，五代十國初期成德軍留后，一度改名王德明。
- 史建瑭，字國寶，代州雁門人。後唐重要軍事將領。父親史敬思為晉王李克用的義子，十三太保之一，官封九府都督。